# شهرستان میاسنیکوفسکی
شهرستان میاسنیکوفسکی (به لاتین: Myasnikovsky District) یک شهرستان در روسیه است که در استان روستوف واقع شده‌است.